# طارق الإبياري
طارق الإبياري (23 مارس 1990 -)، ممثل مصري. درس وتخرج من الجامعة الأمريكية بالقاهرة قسم مسرح وقدم على مسرحها العديد من المسرحيات سواء تمثيلا أو إخراجا.

## عنه
هو ابن أحمد الإبياري وحفيد المؤلف أبو السعود الأبياري مثل في عدة مسرحيات مع الفنان سمير غانم وكان اولها مسرحية أنا ومراتي ومونيكا وهو بعمر 8 سنوات، وأبدع فيها واختاره المخرج وائل إحسان ليشارك في فيلم رمضان مبروك أبو العلمين حمودة بطولة النجم محمد هنيدي، وشارك أيضاً في مسلسل الأدهم في رمضان 2009 في دور أخ أحمد عز بطل المسلسل، كما مثل دور الراحل ياسين إسماعيل ياسين في مسلسل أبو ضحكة جنان عام 2009 أيضا. كما مثل في فيلم أمير البحار بطولة محمد هنيدى وتأليف يوسف معاطي وإخراج وائل إحسان. كما أنه شارك في المسلسل الإذاعي قلقاسة في وكالة ناسا مع أحمد عز و إيمان العاصي وشارك بدور أخ ايمان العاصى وإضافة لمسرحية مرسي عاوز كرسي مع الفنان أحمد بدير والإعلامية ريهام سعيد والمبدع علاء مرسي وشارك في مسلسل عايزة أتجوز (2010) بطولة الممثلة هند صبري ومثل فيه دور الأخ.
وقام بتمثيل فيلم بنطلون جوليت في عام 2012 وهو مؤلف الفيلم وهو المخرج وقام بدور البطولة.

## بعض أعماله
1. مسلسل فلنتينو(2020)
2. مسلسل فارس بلا جواز (2021)
3. ممنوع الاقتراب أو التصوير (فيلم) 2017
4. إزي الصحة 2017
5. مسلسل كيد الحموات
6. مسلسل أحلى أيام (2013)
7. مسلسل ميراث الريح (2013)
8. مسلسل نقطة ضعف (2013)
9. بطولة فيلم بنطلون جوليت 2012 إضافة لدور البطولة الذي لعبه فقد كان هو مؤلف و مخرج الفيلم
10. مسلسل عايزة أتجوز (2010)	بدور حازم
11. مسرحية سكر هانم (2010)
12. مسلسلأبو ضحكة جنان (2009) بدور	ياسين إسماعيل ياسين
13. مسلسل الأدهم (2009)	بدور	يوسف
14. أمير البحار (2009)		بدور صديق أمير
15. المسلسل الإذاعي قلقاسة في وكالة ناسا (2009)
16. رمضان مبروك أبو العلمين حمودة (2008)
17. مسرحية مرسي عاوز كرسي (2008) بدور	طارق
18. مسرحية مراتي زعيمة عصابة (2008)
19. مسرحية دو ري مي فاصوليا (2005)
20. مسرحية أنا ومراتي ومونيكا (1998)بدور الطفل

## روابط خارجية
- طارق الإبياري على موقع IMDb (الإنجليزية)
- طارق الإبياري على موقع الدهليز
- طارق الإبياري على موقع قاعدة بيانات الأفلام العربية